# Hartmut Schwabe
Hartmut Schwabe (* 1. Dezember 1943 in Strelno) ist ein ehemaliger deutscher Sprinter, der für die DDR startete. Er war auf den 400-Meter-Lauf spezialisiert.
1967 startete er bei den Europäischen Hallenspielen in Prag in der 4-mal-300-Meter-Staffel.
Bei den Olympischen Spielen 1968 in Mexiko-Stadt schied er im Vorlauf der 4-mal-400-Meter-Staffel aus.
1965 wurde er DDR-Meister über 400 m und mit dem SC Dynamo Berlin 1965 und 1969 DDR-Meister in der 4-mal-400-Meter-Staffel. Seine persönliche Bestzeit von 46,6 s stellte er 1964 auf.